# Teragra orphnina
Teragra orphnina is een vlinder uit de familie van de Metarbelidae. De wetenschappelijke naam van de soort is voor het eerst gepubliceerd in 1932 door Erich Martin Hering.
De soort komt voor in Congo-Kinshasa (Katanga).